# Xystrota bimaculata
Xystrota bimaculata är en fjärilsart som beskrevs av Louis Beethoven Prout 1938. Xystrota bimaculata ingår i släktet Xystrota och familjen mätare. Inga underarter finns listade i Catalogue of Life.